# Ctenitis decurrentipinnata
Ctenitis decurrentipinnata là một loài thực vật có mạch trong họ Dryopteridaceae. Loài này được (Ching) Ching miêu tả khoa học đầu tiên năm 1938.